# 即自的階級
即自的階級（そくじてきかいきゅう）とはマルクス経済学用語の一つ。これは資本主義社会においての階級の一つであり、資本に対して賃労働を行うことによって生計を立てているような人間によって形成されるという階級のことである。即自的階級に存在する人間というのは、資本主義社会においての体制的に規定された利害の対立を根に持ち、生活の全面に渡って差別をされているような状態に置かれているということになる。